# Norwegian International 1994
Die Norwegian International 1994 im Badminton fanden im November 1994 statt.

## Sieger und Platzierte
| Disziplin    | Gold                           | Silber                            | Bronze                          |
| ------------ | ------------------------------ | --------------------------------- | ------------------------------- |
| Herreneinzel | Peter Rasmussen                | Lasse Lindelöf                    | Jyri Aalto                      |
| Herreneinzel | Peter Rasmussen                | Lasse Lindelöf                    | Hans Sperre jr.                 |
| Dameneinzel  | Margit Borg                    | Astrid Crabo                      | Emma Edbom                      |
| Dameneinzel  | Margit Borg                    | Astrid Crabo                      | Karolina Ericsson               |
| Herrendoppel | Jesper Larsen Thomas Reidy     | Magnus Jansson Stellan Österberg  | Erik Lia Trond Wåland           |
| Herrendoppel | Jesper Larsen Thomas Reidy     | Magnus Jansson Stellan Österberg  | Peter Lehwald Jens Meibom       |
| Damendoppel  | Maria Bengtsson Margit Borg    | Karolina Ericsson Ulrika Persson  | Sissel Linderoth Camilla Wright |
| Damendoppel  | Maria Bengtsson Margit Borg    | Karolina Ericsson Ulrika Persson  | Emma Edbom Ulrika Gideonsson    |
| Mixed        | Robert Larsson Maria Bengtsson |                                   | Trond Wåland Camilla Wright     |
| Mixed        | Robert Larsson Maria Bengtsson | Hasse Rasmussen Ulrika Gideonsson |                                 |